# Sainte-Anne-sur-Brivet
Pour les articles homonymes, voir Sainte-Anne.
Sainte-Anne-sur-Brivet est une commune de l'Ouest de la France, située dans le département de la Loire-Atlantique, en région Pays de la Loire.

## Géographie

Situation de la commune de Sainte-Anne-sur-Brivet dans le département de la Loire-Atlantique.

Sainte-Anne-sur-Brivet est située à 6 km à l'est de Pontchâteau.
Les communes limitrophes sont Guenrouet, Quilly, Campbon, Pontchâteau, et Drefféac.

### Climat
Pour des articles plus généraux, voir Climat des Pays de la Loire et Climat de la Loire-Atlantique.
En 2010, le climat de la commune est de type climat méditerranéen altéré, selon une étude du CNRS s'appuyant sur une série de données couvrant la période 1971-2000. En 2020, Météo-France publie une typologie des climats de la France métropolitaine dans laquelle la commune est exposée à un climat océanique et est dans la région climatique  Bretagne orientale et méridionale, Pays nantais, Vendée, caractérisée par une faible pluviométrie en été et une bonne insolation. 
Pour la période 1971-2000, la température annuelle moyenne est de 12,1 °C, avec une amplitude thermique annuelle de 13 °C. Le cumul annuel moyen de précipitations est de 770 mm, avec 11,6 jours de précipitations en janvier et 5,8 jours en juillet. Pour la période 1991-2020, la température moyenne annuelle observée sur la station météorologique de Météo-France la plus proche, sur la commune de Blain à 18 km à vol d'oiseau, est de 12,1 °C et le cumul annuel moyen de précipitations est de 837,6 mm,. Pour l'avenir, les paramètres climatiques de la commune estimés pour 2050 selon différents scénarios d'émission de gaz à effet de serre sont consultables sur un site dédié publié par Météo-France en novembre 2022.

## Urbanisme

### Typologie
Au 1er janvier 2024, Sainte-Anne-sur-Brivet est catégorisée commune rurale à habitat dispersé, selon la nouvelle grille communale de densité à sept niveaux définie par l'Insee en 2022.
Elle appartient à l'unité urbaine de Sainte-Anne-sur-Brivet, une unité urbaine monocommunale constituant une ville isolée,. La commune est en outre hors attraction des villes,.

### Occupation des sols
L'occupation des sols de la commune, telle qu'elle ressort de la base de données européenne d’occupation biophysique des sols Corine Land Cover (CLC), est marquée par l'importance des territoires agricoles (87,6 % en 2018), en diminution par rapport à 1990 (92,6 %). La répartition détaillée en 2018 est la suivante : 
prairies (47,1 %), zones agricoles hétérogènes (37,2 %), zones urbanisées (8,3 %), terres arables (3,3 %), forêts (2,8 %), zones industrielles ou commerciales et réseaux de communication (1,3 %). L'évolution de l’occupation des sols de la commune et de ses infrastructures peut être observée sur les différentes représentations cartographiques du territoire : la carte de Cassini (XVIIIe siècle), la carte d'état-major (1820-1866) et les cartes ou photos aériennes de l'IGN pour la période actuelle (1950 à aujourd'hui).

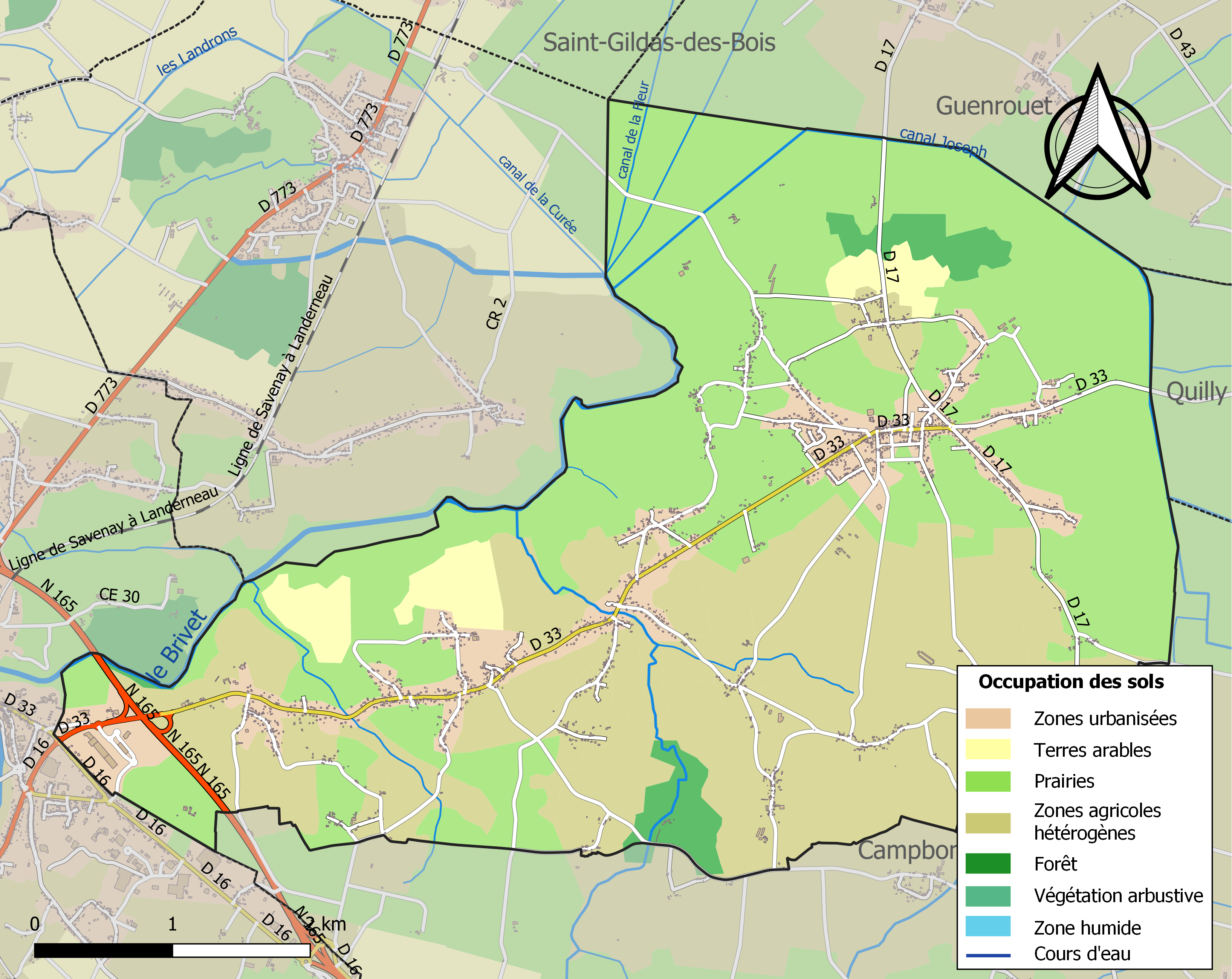
Carte des infrastructures et de l'occupation des sols de la commune en 2018 (CLC).

## Toponymie
Sainte-Anne-sur-Brivet se nommait Sainte-Anne-de-Campbon.

C'est en 1980 (décret du 31 décembre 1979) que la commune prend son nom actuel de Sainte-Anne-sur-Brivet.
Sainte-Anne-sur-Brivet tire son nom de Sainte Anne (patronne de la Bretagne) et du cours d'eau qui traverse la commune, le Brivet.
La commune possède un nom en gallo : Sainte-Ane et peut se pronconcer [sɛ̃tan] ou [sɛ̃tɑ̈n].
La forme bretonne proposée par l'OPLB est Santez-Anna-ar-Brived.

## Histoire
Le 14 juillet 1865, le sous-préfet de Savenay se voit remettre par 6 paroissiens de Sainte-Anne une pétition demandant la séparation du territoire de la paroisse de celui de la commune de Campbon. Parmi leur argumentation figure l’éloignement de la mairie lorsqu’il s’agit de remplir des formalités administratives.
Le premier pas est franchi. 
Au cours de l’année 1866, les deux parties s’accordent sur le choix des limites territoriales de 1842 et sur un partage des communaux à 1/3 pour Sainte-Anne et 2/3 pour Campbon. Mais, progressivement, chacun va en demander un peu plus : Jean Baptiste Bâtard, maire de Campbon, veut réduire la part de Sainte-Anne au quart. Finalement, le maire de Campbon cesse toutes négociations au début de 1867.
Il faut attendre le 21 juin 1870 pour que le sous-préfet relance le projet.
En juillet 1873, la préfecture charge M. Oheix, conseiller général du canton de Savenay, de reprendre le projet et de le faire aboutir.
Le 6 décembre 1875 est signée une loi dont voici le premier article : « Le territoire composant actuellement la section de Sainte-Anne est distraite de la commune de Campbon, canton de Savenay, arrondissement de Saint-Nazaire, département de Loire-Inférieure et formera à l’avenir une commune distincte, dont le chef-lieu est fixé à Sainte-Anne et qui en prendra le nom. ». Dès le début de 1876, la nouvelle commune devient une réalité. Le 6 janvier, le préfet nomme François Glotin, maire, et François Tregret, adjoint.
Le 5 août 1877, le conseil municipal demande déjà le changement de canton, « attendu que Sainte-Anne n’est qu’à 50 m environ de la gendarmerie et à 150 m de la justice de paix de Pont-Château et qu’il y a plus de 12 km pour se rendre à Savenay, ce qui est fort incommode ». Mais, il faudra attendre le 12 juin 1980 pour que le Premier ministre décrète le changement de canton.

## Héraldique
| Blason | Blasonnement : De gueules aux deux fasces échiquetées d'argent et d'azur de deux tires, au chef d'hermine. Commentaires : Armes brisées de la famille de Coislin. Le chef d'hermine évoque le blasonnement d'hermine plain de la Bretagne, rappelant l'appartenance passée de la ville au duché de Bretagne. |

## Politique et administration
| Période                                  | Période     | Identité           | Étiquette | Qualité |
| ---------------------------------------- | ----------- | ------------------ | --------- | --- |
| 1876                                     | 1879        | François Glotin    |           | |
| 1879                                     | 1888        | François Tregret   |           | |
| 1888                                     | 1896        | François Glotin    |           | |
| 1896                                     | 1899        | François Tregret   |           | |
| 1899                                     | 1908        | Didier Le Clerc    |           | |
| 1908                                     | 1912        | François Blain     |           | |
| 1912                                     | 1929        | Jean Morice        |           | |
| 1929                                     | 1936        | François Moriceau  |           | |
| 1936                                     | 1945        | François Bardoul   |           | |
| 1945                                     | mars 1971   | Jean Legentilhomme |           | |
| mars 1971                                | mars 1989   | Noël Couëron       | DVD       | Entrepreneur |
| mars 1989                                | mars 2008   | Jacques Guinée     |           | Technicien retraité |
| mars 2008                                | 25 mai 2020 | Philippe Belliot   | DVD       | Retraité de chantier naval 6e vice-président de la CC du pays de Pont-Château - Saint-Gildas-des-Bois (2014 → 2020)                |
| 25 mai 2020                              | En cours    | Jacques Bourdin    | DVG       | Agent de maîtrise maintenance, ancien adjoint 5e vice-président de la CC du pays de Pont-Château - Saint-Gildas-des-Bois (2020 → ) |
| Les données manquantes sont à compléter. |             |                    |           | |

## Population et société

### Démographie
Selon le classement établi par l'Insee, Sainte-Anne-sur-Brivet fait partie de l'aire urbaine et de la zone d'emploi de Saint-Nazaire et du bassin de vie de Pontchâteau. Elle n'est intégrée dans aucune unité urbaine. Toujours selon l'Insee, en 2010, la répartition de la population sur le territoire de la commune était considérée comme « peu dense » : 96 % des habitants résidaient dans des zones « peu denses »  et 4 % dans des zones « très peu denses ».

#### Évolution démographique
La commune est créée en 1875, par démembrement partiel de Campbon.
L'évolution du nombre d'habitants est connue à travers les recensements de la population effectués dans la commune depuis 1876. Pour les communes de moins de 10 000 habitants, une enquête de recensement portant sur toute la population est réalisée tous les cinq ans, les populations de référence des années intermédiaires étant quant à elles estimées par interpolation ou extrapolation. Pour la commune, le premier recensement exhaustif entrant dans le cadre du nouveau dispositif a été réalisé en 2004.

En 2022, la commune comptait 3 014 habitants, en évolution de +1,01 % par rapport à 2016 (Loire-Atlantique : +6,68 %, France hors Mayotte : +2,11 %).
| 1876  | 1881  | 1886  | 1891  | 1896  | 1901  | 1906  | 1911  | 1921  |
| ----- | ----- | ----- | ----- | ----- | ----- | ----- | ----- | ----- |
| 1 530 | 1 524 | 1 570 | 1 556 | 1 573 | 1 522 | 1 600 | 1 638 | 1 419 |

| 1926  | 1931  | 1936  | 1946  | 1954  | 1962  | 1968  | 1975  | 1982  |
| ----- | ----- | ----- | ----- | ----- | ----- | ----- | ----- | ----- |
| 1 360 | 1 278 | 1 224 | 1 383 | 1 302 | 1 321 | 1 233 | 1 532 | 2 004 |

| 1990  | 1999  | 2004  | 2006  | 2009  | 2014  | 2019  | 2022  | - |
| ----- | ----- | ----- | ----- | ----- | ----- | ----- | ----- | - |
| 2 093 | 1 925 | 2 056 | 2 204 | 2 525 | 2 863 | 2 933 | 3 014 | - |

#### Pyramide des âges
La population de la commune est relativement jeune.
En 2018, le taux de personnes d'un âge inférieur à 30 ans s'élève à 37,7 %, soit au-dessus de la moyenne départementale (37,3 %). À l'inverse, le taux de personnes d'âge supérieur à 60 ans est de 20,1 % la même année, alors qu'il est de 23,8 % au niveau départemental.
En 2018, la commune comptait 1 426 hommes pour 1 524 femmes, soit un taux de 51,66 % de femmes, légèrement supérieur au taux départemental (51,42 %).
Les pyramides des âges de la commune et du département s'établissent comme suit.
| Hommes | Classe d’âge | Femmes |
| ------ | ------------ | ------ |
| 0,2    | 90 ou +      | 0,7    |
| 4,7    | 75-89 ans    | 5,9    |
| 13,9   | 60-74 ans    | 14,8   |
| 19,9   | 45-59 ans    | 16,8   |
| 24,0   | 30-44 ans    | 23,9   |
| 12,7   | 15-29 ans    | 14,4   |
| 24,7   | 0-14 ans     | 23,6   |

| Hommes | Classe d’âge | Femmes |
| ------ | ------------ | ------ |
| 0,6    | 90 ou +      | 1,8    |
| 6      | 75-89 ans    | 8,6    |
| 15,1   | 60-74 ans    | 16,4   |
| 19,4   | 45-59 ans    | 18,8   |
| 20,1   | 30-44 ans    | 19,3   |
| 19,2   | 15-29 ans    | 17,4   |
| 19,5   | 0-14 ans     | 17,6   |

## Lieux et monuments
- Chapelle Sainte-Anne, pillée pendant la Révolution française, elle a été reconstruite en 1923.
- Chapelle de Saint-Lomer des XVe – XVIe siècles
- Four de Hessin
- Four de la Turcaudais

## Personnalités liées à la commune
- Le Frère Michel Fleury un des sept moines du monastère de Tibhirine en Algérie, enlevés lors de la guerre civile algérienne, et séquestrés pendant deux mois avant d'être retrouvés morts le 21 mai 1996.